# ドルトレヒト

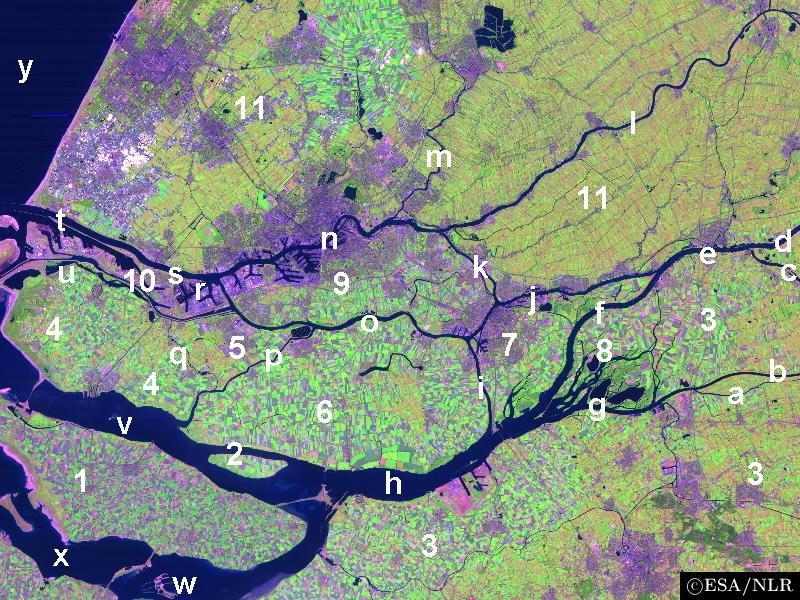
ライン＝ムーズ川デルタの一部の衛星写真。ドルトレヒト島は7

ドルトレヒト（オランダ語: Dordrecht [ˈdɔrdrɛxt] ( 音声ファイル)）は、オランダ・南ホラント州の都市及び広域自治体。ドルドレヒトとも。自治体はほぼドルトレヒト島全域を占め、島は旧マース川など多くの河川と隣り合う。
ドルトレヒトの市名は、Thyreという川の名前にちなむ。中部オランダ語ではdrechtは水路を意味する。一部の川の文献では実際はThuredrithと呼ばれていた。ドルトレヒト市民は、自分たちのことをドルトテナレン（Dordtenaren、単数形ではDordtenaar）と呼ぶ。また、市は非公式にはドルト（Dordt [dɔrt] ( 音声ファイル))）と呼ばれる。
謝肉祭の間、ドルトレヒトはOoi- en Ramsgatという架空の町の名前で呼ばれ、住民らはSchapenkoppen （羊飼い）と自称する。年中、観光客はヒツジに関係するお土産を購入可能である。この名前の語源は、税金支払いを避けることについての古い伝承に由来する。17世紀、ドルトレヒトへ持ち込まれる肉または肉牛には課税されていた。2人の男たちが当時市壁外で買うことのできたヒツジを扮装させ、人に似せようとした。3人の男たち（2人の人間とヒツジ1頭）は、市壁の門を通過したときヒツジがメエメエ鳴いたために、ヒツジだとばれてしまった。

## 歴史
ドルトレヒトはトゥレ川沿いの泥炭沼の真ん中に形作られた。この川はドゥッベル川の支流で、おそらく現在のBegijnhof近郊を流れていた。1049年、初めてドルトレヒトの名前が記載された。ディルク4世伯がその年、Thuredrech近郊で殺害されたのである。
1220年、ドルトレヒトはホラント伯ウィレム1世によって市の特権を授かり、ホラント州最古の市となった。
1253年、ラテン語学校がドルトレヒトで開校した。この学校は現在もヨハン・デ・ウィット・ギムナジウムとして現存し、オランダのギムナジウムで最古のものとなっている。1600年から1615年、ヘルハルト・ヨハン・フォッシウスがこの学校の校長を務めた。
1421年4月17日、シント・エリサベト洪水で南ホラント大部分が水浸しになり、この洪水のせいでドルトレヒトは島となった。洪水による死者は100,000人以上にのぼった。
戦略上重要な位置から市は、重要な市場都市へと発展した。ワイン、材木、そして穀物が第1に取引された。

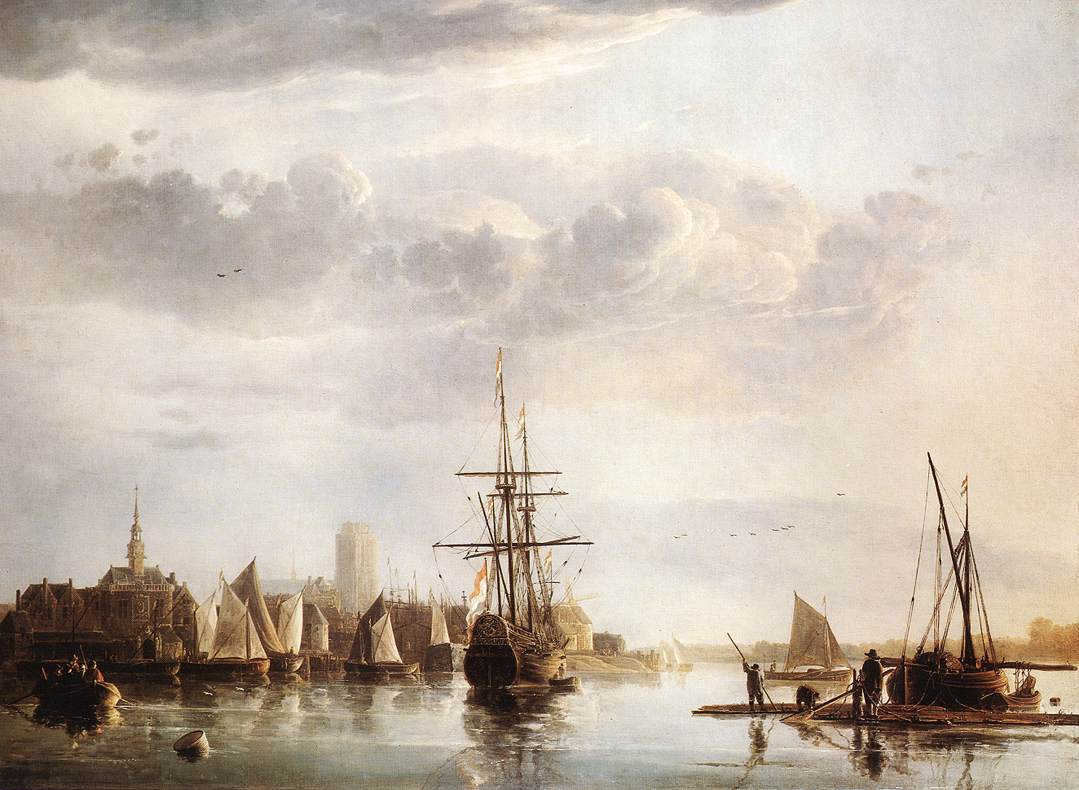
ドルトレヒトの眺め、アルベルト・カイプ画

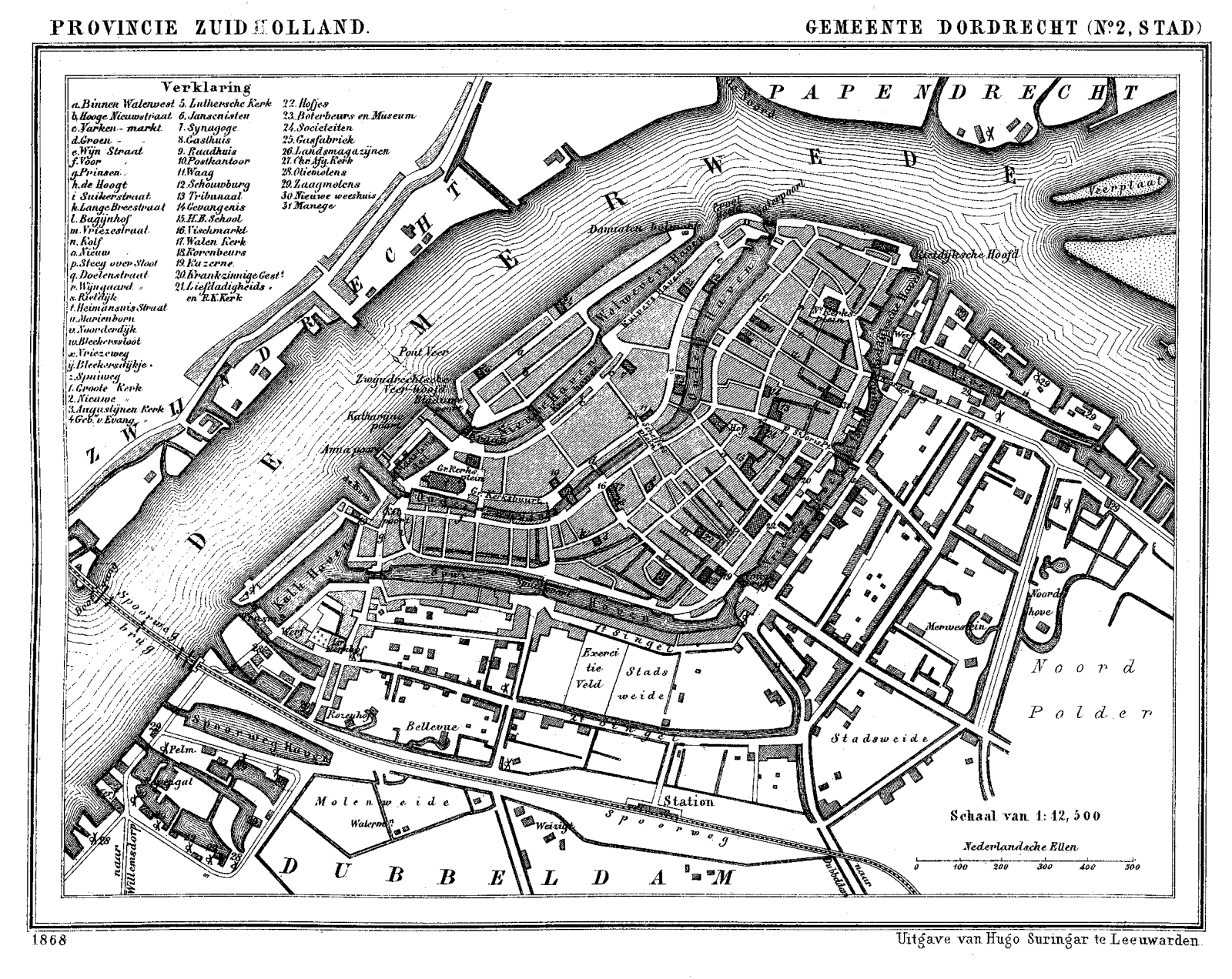
1868年以降のドルトレヒト都市図

1572年、ホラント州選出の全ての都市の代表者らは、ドルトレヒトにおいてスペインからの独立を宣言し、誕生したばかりのオランダ独立国家の指導者としてオラニエ公ウィレム沈黙公を承認した。
1618年から1619年にかけ、重要な教会会議、ドルトレヒト会議が開催され、正統派カルヴァン主義者と民主的アルミニウス主義者の間で神学上の議論がなされて、内戦の瀬戸際に国が立たされた。1632年のドルトレヒト信仰告白（Dordrecht Confession of Faith）の公式化の結果、アルミニウス主義者が打ち負かされた。
1780年から1787年にかけ、ドルトレヒトは、オラニエ＝ナッサウ家によるオランダ総督職の世襲を除こうと計画する愛国主義者の党派の本拠地となった。オランダは結局、事実上共和国となったのである。その後すぐ、さらに多くの都市がこの流れに従い、オラニエ公ウィレム5世はイギリスへ亡命した。しかし彼の義兄であるプロイセン王フリードリヒ・ヴィルヘルム2世はウィレム5世支援に動き、1787年9月18日、ドルトレヒトはプロイセン軍に攻略された。愛国主義党は敗退し、ウィレム5世が総督職に返り咲いた。
18世紀、ドルトレヒトの重要性が薄れ初め、ロッテルダムが替わってこの州の主要都市となった。しかし数世紀に渡り、ドルトレヒトはオランダ防衛における鍵を握る地であった。20世紀に入ると軍事区が集められた。1939年8月の動員の間、歩兵隊と歩兵隊が島を防衛するためドルトレヒトへ派遣された。
1940年5月10日未明、ナチス・ドイツはオランダに侵攻を開始。ドルドレヒトにも侵攻初日から約100人の空挺兵が降下して交戦状態となった。
1944年から1945年にかけての第二次世界大戦末期、ドルトレヒトと周辺地域は抵抗軍の間の中間地となっていた。占領軍と解放軍それぞれの地域の間の境は、ホランス・ディープ川に沿っていた。
1970年、自治体ドゥッベルダム（当時の人口約10,000人）と自治体スリートレヒトの南部がドルトレヒトと合併し、ドルトレヒト島が1つの自治体となった。

## 経済
ドルトレヒト経済は、造船業、木材業、製鉄業が基盤となっている。市は、オランダ第6位の海港を持つ。ドルトレヒト島で最大の雇用主の一つは、9つの工場を抱え900人を雇用しているデュポン社である。
ドルトレヒトは市経済を製造業からさらなるビジネス・サービス業へ移管すべく、地域経済を活性化させる新たな大がかりの展望を計画中である。

## 見どころ
- 川の波止場とフロートホーフズ門
- 我らの聖母教会（Onze lieve vrouwe Kerk）、または未完成の学問塔のある大教会（Grote Kerk）
- 運河
- 商人住宅群

## 公共交通機関
- 鉄道　-　ドルトレヒトはオランダ鉄道網との連結が良く、国際路線も数本ある
- バス　-　アーリファ社が運営
- 高速フェリー
- 水上バス

## ゆかりの人物
- アルベルト・カイプ (1620年-1691年) - 画家[4]
- アントニウス・ボードウィン(1820年 - 1885年) - 医者
- コルネリス・デ・ウィット (1623年-1672年) - 政治家
- ヨハン・デ・ウィット (1625年-1672年) - 政治家
- アールト・デ・ヘルデル (1645年 – 1727年) - 画家
- コルネーリエ・ファン・ザンテン（en:Cornélie van Zanten 、1855年-1946年) - オペラ歌手

## スポーツ
- FCドルトレヒト - ドルトレヒトを本拠地にするサッカークラブ。エールステ・ディヴィジ(2部)所属。

## 友好都市
- ヘイスティングス、イギリス
- レックリングハウゼン、ドイツ
- ヴァルナ　ブルガリア
- バメンダ、カメルーン
- ドルドレヒト、南アフリカ

## ギャラリー

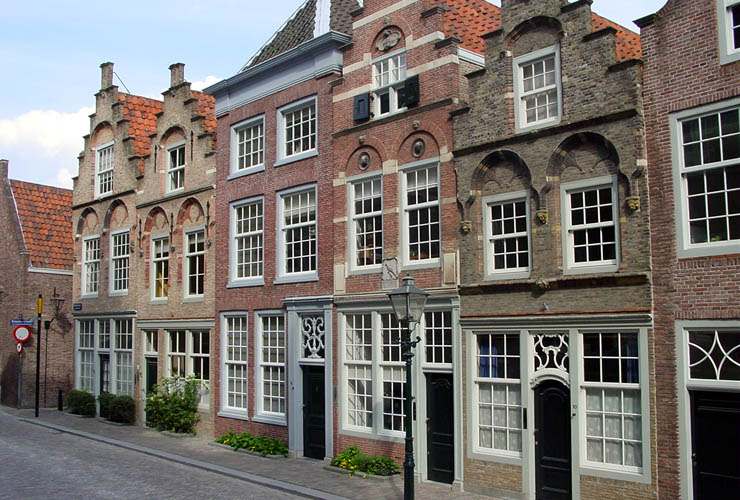
Hofstraat
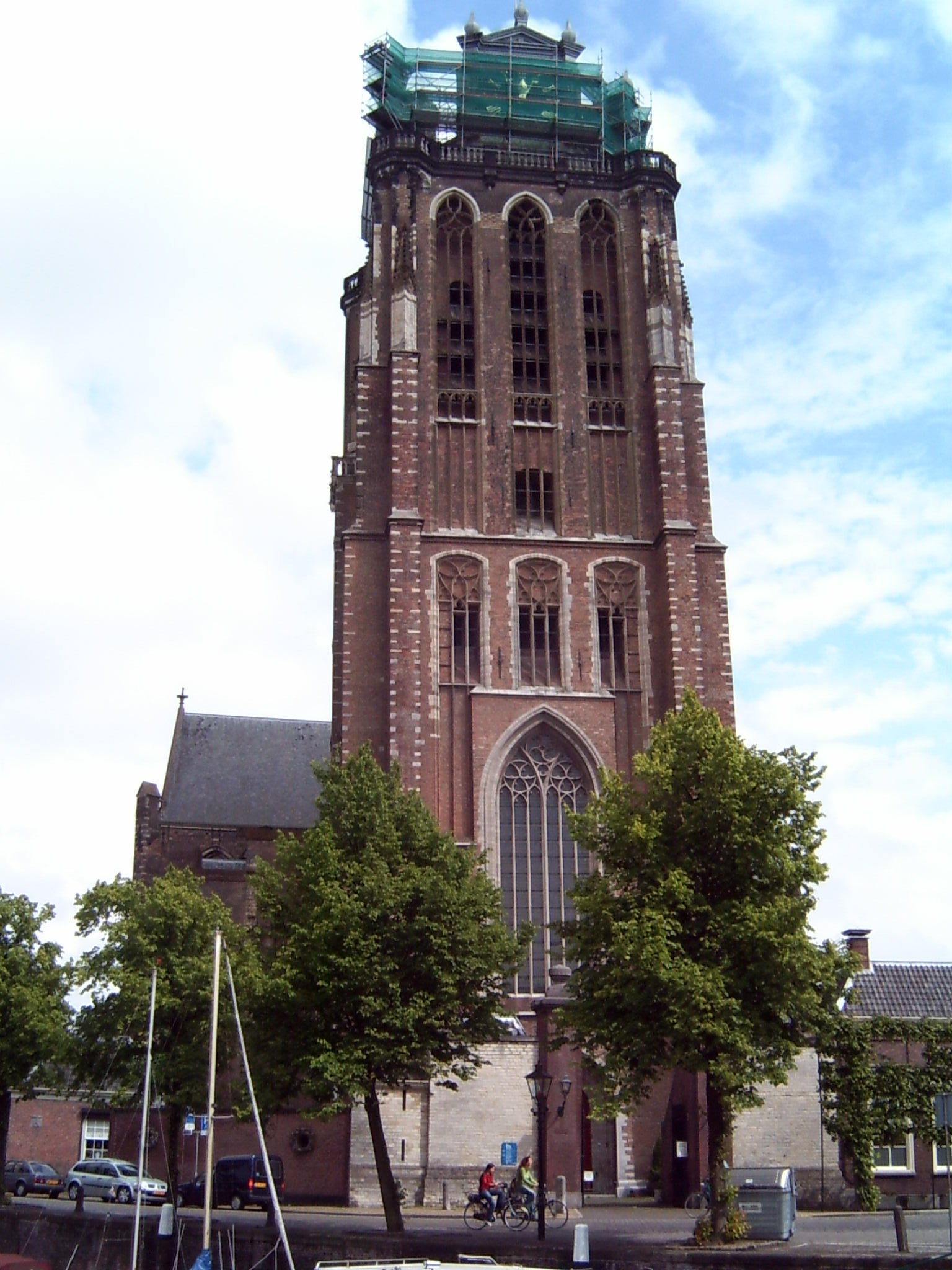
大教会
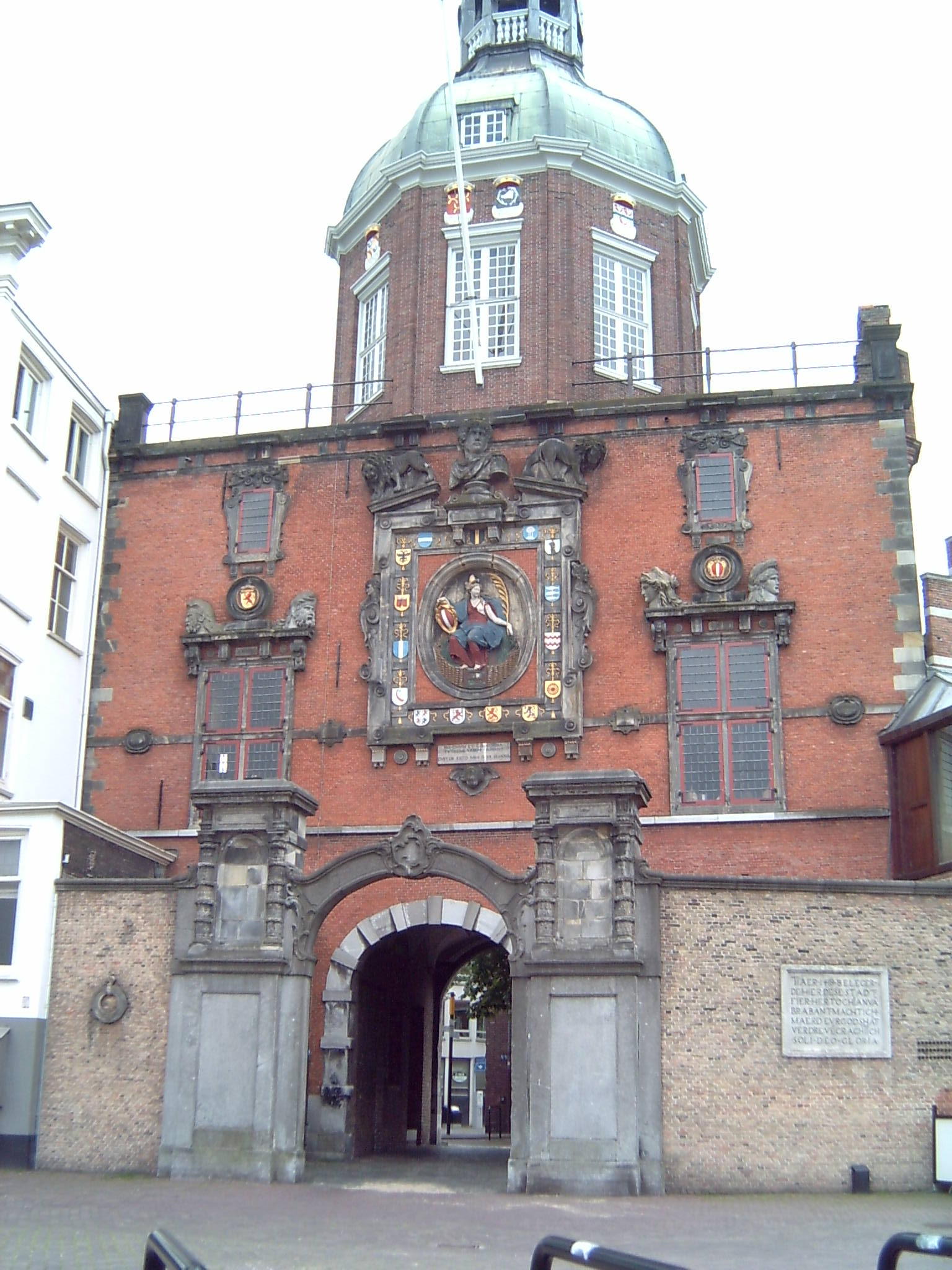
Groothoofdspoort
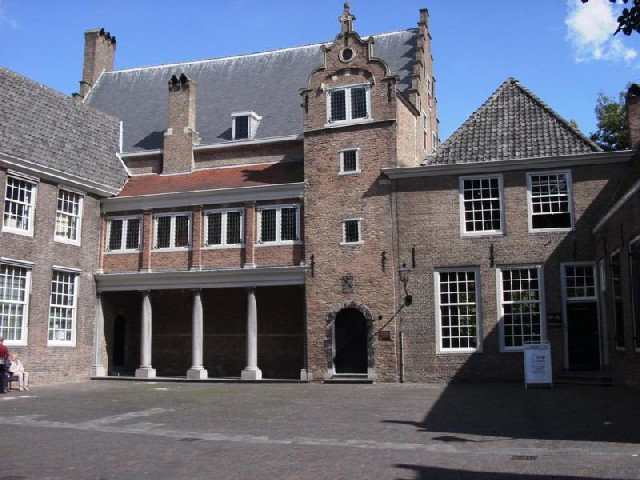
裁判所
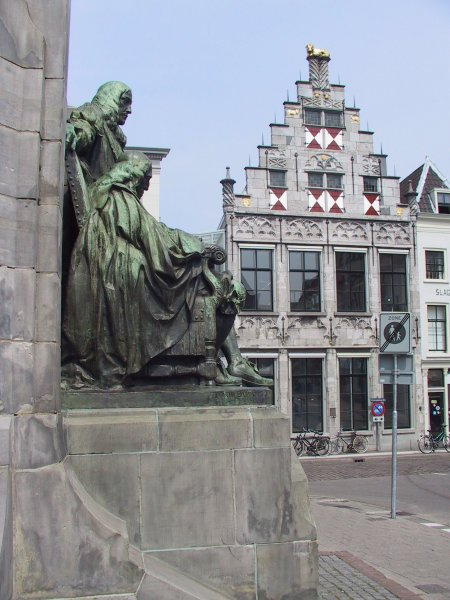
図書館前にあるデ・ウィット兄弟像
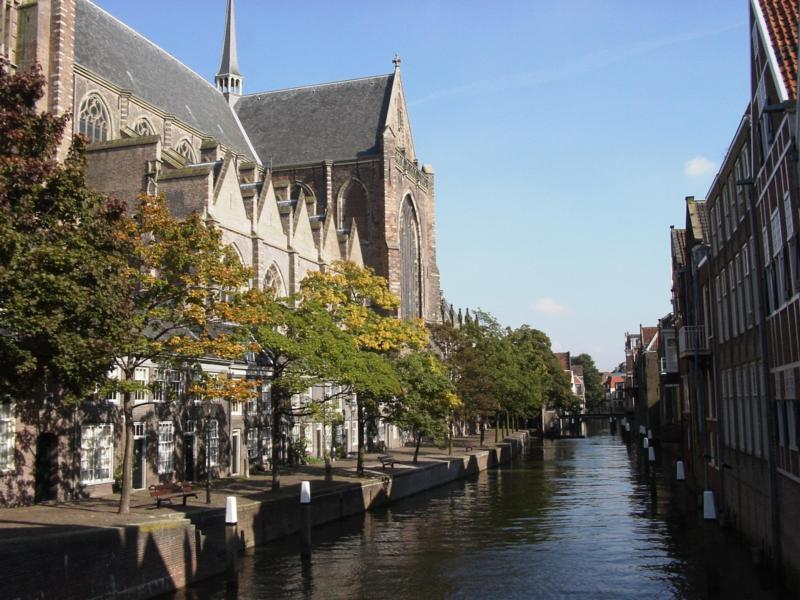
大教会隣のPottenkade
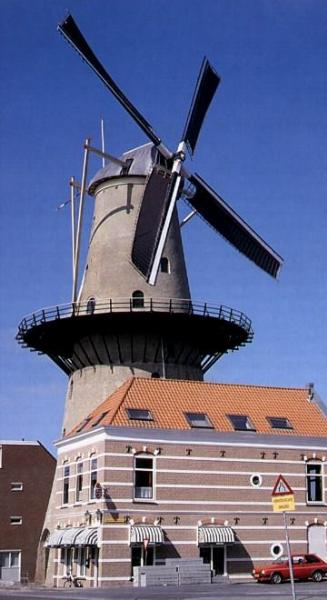
風車